# Queen + Adam Lambert Tour 2017-2018
De Queen + Adam Lambert Tour 2017-2018 was een tournee van Queen-gitarist Brian May en -drummer Roger Taylor met zanger Adam Lambert onder de naam Queen + Adam Lambert. Het was de vierde gezamenlijke tournee van de formatie. De tournee begon op 23 juni 2017 in Glendale in de Amerikaanse staat Arizona. Er werden concerten gehouden in Noord-Amerika, Europa en Oceanië. Daarna keerde de formatie terug naar Europa om te eindigen met een serie van tien concerten in Las Vegas. De tournee eindigde op 22 september 2018.

## Personeel
- Adam Lambert: leadzang
- Brian May: leadgitaar, achtergrondzang, leadvocalen op Love of My Life
- Roger Taylor: drums, percussie, achtergrondzang, leadzang op I'm in Love with My Car, These Are the Days of Our Lives, A Kind of Magic en Under Pressure
- Freddie Mercury: vooraf opgenomen zang

### Extra personeel
- Spike Edney: keyboards, achtergrondzang
- Neil Fairclough: basgitaar, achtergrondzang
- Tyler Warren: percussie, drums, achtergrondzang

## Bijzonderheden
Rufus Tiger Taylor, de voormalig percussionist tijdens tournees van Queen + Adam Lambert, maakte voorafgaand aan de tournee bekend dat hij niet deel zou nemen aan de concerten vanwege verplichtingen met zijn band The Darkness. Dit markeerde de eerste keer dat Taylor, de zoon van Roger Taylor, niet deelnam aan de shows sinds de start van de samenwerking met Lambert. In plaats daarvan nam Tyler Warren zijn plaats in. Warren is de voormalig drummer van Queen Extravaganza, de officiële tributeband van Queen opgericht door Roger Taylor.
Alle concerten in 2017 stonden in het teken van de veertigste verjaardag van het Queen-album News of the World. Een aantal nummers die vrijwel nooit live te horen zijn geweest, waaronder "It's Late", "Get Down, Make Love" en "Spread Your Wings", werden voor deze gelegenheid aan de tracklijst toegevoegd. Voor de Europese concerten in 2018 is gekozen om (met uitzondering van Londen) enkel op te treden in steden waar in 2017 geen concert plaatsvond.

## Tracklijst

### Noord-Amerika
1. "We Will Rock You" (alleen refrein)
2. "Hammer to Fall"
3. "Stone Cold Crazy"
4. "Another One Bites the Dust"
5. "Fat Bottomed Girls"
6. "Killer Queen"
7. "Two Fux"
8. "Don't Stop Me Now"
9. "Bicycle Race"
10. "I'm in Love with My Car"
11. "Get Down, Make Love"
12. "I Want It All"
13. "Love of My Life"
14. "Somebody to Love"
15. "Crazy Little Thing Called Love"
16. Drum Battle door Roger Taylor en Tyler Warren
17. "Under Pressure"
18. "I Want to Break Free"
19. "Who Wants to Live Forever" (voorafgegaand door de opgenomen intro van "You Take My Breath Away")
20. Gitaarsolo door Brian May, met onder anderen "Last Horizon" en Brighton Rock
21. Vocale improvisatie door Freddie Mercury van de dvd "Queen Live at Wembley Stadium"
22. "Radio Ga Ga"
23. "Bohemian Rhapsody"

Toegift:
1. "We Will Rock You"
2. "We Are the Champions"
3. "God Save the Queen" (tape)

Minder voorkomende nummers
1. "It's Late" (gespeeld tot 8 juli)
2. "Spread Your Wings" (gespeeld tot 6 juli)
3. "Happy Birthday" (alleen op 18 en 26 juli)
4. "Tie Your Mother Down" (alleen op 5 augustus)

### Europa (2017)
1. "We Will Rock You" (alleen refrein)
2. "Hammer to Fall"
3. "Stone Cold Crazy"
4. "Tie Your Mother Down"
5. "Another One Bites the Dust"
6. "Fat Bottomed Girls"
7. "Killer Queen"
8. "Don't Stop Me Now"
9. "Bicycle Race"
10. "I'm in Love with My Car"
11. "Get Down, Make Love"
12. "I Want It All"
13. "Love of My Life"
14. "Somebody to Love"
15. "Crazy Little Thing Called Love"
16. Drum Battle door Roger Taylor en Tyler Warren
17. "Under Pressure"
18. "A Kind of Magic" (vanaf 12 november)
19. "I Want to Break Free"
20. "Whataya Want from Me" (niet in het Verenigd Koninkrijk)
21. "Who Wants to Live Forever" (voorafgegaand door de opgenomen intro van "You Take My Breath Away")
22. Gitaarsolo door Brian May, met onder anderen "Last Horizon" en "Brighton Rock"
23. "Radio Ga Ga"
24. "Bohemian Rhapsody"

Toegift:
1. Vocale improvisatie door Freddie Mercury van de dvd "Queen Live at Wembley Stadium"
2. "We Will Rock You"
3. "We Are the Champions"
4. "God Save the Queen" (tape)

Minder voorkomende nummers
1. "These Are the Days of Our Lives" (in de plaats van "A Kind of Magic" op 28 en 30 november)
2. "Tavaszi Szel Vizet Araszt" (alleen op 4 november)
3. "You've Got to Hide Your Love Away" (alleen op 28 november)
4. "Leaning on a Lamp-post" (alleen op 9 december)

### Oceanië
1. "We Will Rock You" (alleen refrein)
2. "Hammer to Fall"
3. "Stone Cold Crazy"
4. "Tie Your Mother Down"
5. "Another One Bites the Dust"
6. "Fat Bottomed Girls"
7. "Killer Queen"
8. "Don't Stop Me Now"
9. "Bicycle Race"
10. "I'm in Love with My Car"
11. "Get Down, Make Love"
12. "I Want It All"
13. "Love of My Life"
14. "Somebody to Love"
15. "Crazy Little Thing Called Love"
16. Drum Battle door Roger Taylor en Tyler Warren
17. "Under Pressure"
18. "A Kind of Magic"
19. "Whataya Want from Me"
20. "I Want to Break Free"
21. "Who Wants to Live Forever" (voorafgegaand door de opgenomen intro van "You Take My Breath Away")
22. Gitaarsolo door Brian May, met onder anderen "Last Horizon" en "Brighton Rock"
23. "Radio Ga Ga"
24. "Bohemian Rhapsody"

Toegift:
1. Vocale improvisatie door Freddie Mercury van de dvd "Queen Live at Wembley Stadium"
2. "We Will Rock You"
3. "We Are the Champions"
4. "God Save the Queen" (tape)

Minder voorkomende nummers
1. "These Are the Days of Our Lives" (in de plaats van "A Kind of Magic" op 18 en 22 februari, 3 en 6 maart)
2. "Waltzing Matilda" (alleen op 27 februari en 6 maart)
3. "Highway to Hell" (alleen op 2 maart)
4. "Down Under" (alleen op 3 maart)

### Europa (2018)
1. "Tear It Up" (niet in Glasgow en Dublin)
2. "Seven Seas of Rhye"
3. "Tie Your Mother Down"
4. "Play the Game"
5. "Fat Bottomed Girls"
6. "Killer Queen"
7. "Don't Stop Me Now"
8. "Bicycle Race"
9. "I'm in Love with My Car"
10. "Another One Bites the Dust"
11. "Lucy" (niet in Glasgow en Dublin)
12. "I Want It All"
13. "Love of My Life"
14. "Somebody to Love"
15. "Crazy Little Thing Called Love"
16. Drum Battle door Roger Taylor en Tyler Warren
17. "Under Pressure"
18. "I Want to Break Free"
19. "Who Wants to Live Forever" (voorafgegaand door de opgenomen intro van "You Take My Breath Away")
20. Gitaarsolo door Brian May, met onder anderen "Last Horizon" en "Brighton Rock"
21. "The Show Must Go On"
22. "Radio Ga Ga"
23. "Bohemian Rhapsody"

Toegift:
1. Vocale improvisatie door Freddie Mercury van de dvd "Queen Live at Wembley Stadium"
2. "We Will Rock You"
3. "We Are the Champions"
4. "God Save the Queen" (tape)

Minder voorkomende nummers
1. "Concierto de Aranjuez" (alleen op 9 en 10 juni)
2. "'O sole mio" (alleen op 25 juni)
3. "The Bonnie Banks o' Loch Lomond" (alleen op 6 juli)

### The Crown Jewels
1. "We Will Rock You" (snel)
2. "Tie Your Mother Down"
3. "Somebody to Love"
4. "Fat Bottomed Girls"
5. "Killer Queen"
6. "Don't Stop Me Now"
7. "Bicycle Race"
8. "I'm in Love with My Car"
9. "Another One Bites the Dust"
10. "I Want It All"
11. "Love of My Life"
12. "Heartbreak Hotel"
13. "Crazy Little Thing Called Love"
14. Drum Battle door Roger Taylor en Tyler Warren
15. "Under Pressure"
16. "Who Wants to Live Forever" (voorafgegaand door de opgenomen intro van "You Take My Breath Away")
17. Gitaarsolo door Brian May, met onder anderen "Last Horizon" en "Brighton Rock"
18. "The Show Must Go On"
19. "Radio Ga Ga"
20. "Bohemian Rhapsody"

Toegift:
1. Vocale improvisatie door Freddie Mercury van de dvd "Queen Live at Wembley Stadium"
2. "We Will Rock You"
3. "We Are the Champions"
4. "God Save the Queen" (tape)

Minder voorkomende nummers
1. "Happy Birthday" (alleen op 5 september)
2. "I Want to Break Free" (alleen op 14, 15 en 22 september)

## Tourdata
| Datum             | Stad                       | Land             | Locatie                           |
| Noord-Amerika     | Noord-Amerika              | Noord-Amerika    | Noord-Amerika                     |
| ----------------- | -------------------------- | ---------------- | --------------------------------- |
| 23 juni 2017      | Glendale, Arizona          | Verenigde Staten | Gila River Arena                  |
| 24 juni 2017      | Las Vegas, Nevada          | Verenigde Staten | T-Mobile Arena                    |
| 26 juni 2017      | Los Angeles, Californië    | Verenigde Staten | Hollywood Bowl                    |
| 27 juni 2017      | Los Angeles, Californië    | Verenigde Staten | Hollywood Bowl                    |
| 29 juni 2017      | San Jose, Californië       | Verenigde Staten | SAP Center                        |
| 1 juli 2017       | Seattle, Washington        | Verenigde Staten | KeyArena                          |
| 2 juli 2017       | Vancouver                  | Canada           | Rogers Arena                      |
| 4 juli 2017       | Edmonton                   | Canada           | Rogers Place                      |
| 6 juli 2017       | Denver, Colorado           | Verenigde Staten | Pepsi Center                      |
| 8 juli 2017       | Omaha, Nebraska            | Verenigde Staten | CenturyLink Center Omaha          |
| 9 juli 2017       | Kansas City, Missouri      | Verenigde Staten | Sprint Center                     |
| 13 juli 2017      | Chicago, Illinois          | Verenigde Staten | United Center                     |
| 14 juli 2017      | Saint Paul, Minnesota      | Verenigde Staten | Xcel Energy Center                |
| 17 juli 2017      | Montreal                   | Canada           | Bell Centre                       |
| 18 juli 2017      | Toronto                    | Canada           | Air Canada Centre                 |
| 20 juli 2017      | Auburn Hills, Michigan     | Verenigde Staten | The Palace of Auburn Hills        |
| 21 juli 2017      | Cleveland, Ohio            | Verenigde Staten | Quicken Loans Arena               |
| 23 juli 2017      | Uncasville, Connecticut    | Verenigde Staten | Mohegan Sun Arena                 |
| 25 juli 2017      | Boston, Massachusetts      | Verenigde Staten | TD Garden                         |
| 26 juli 2017      | Newark, New Jersey         | Verenigde Staten | Prudential Center                 |
| 28 juli 2017      | New York, New York         | Verenigde Staten | Barclays Center                   |
| 30 juli 2017      | Philadelphia, Pennsylvania | Verenigde Staten | Wells Fargo Center                |
| 31 juli 2017      | Washington D.C.            | Verenigde Staten | Capital One Arena                 |
| 2 augustus 2017   | Nashville, Tennessee       | Verenigde Staten | Bridgestone Arena                 |
| 4 augustus 2017   | Dallas, Texas              | Verenigde Staten | American Airlines Center          |
| 5 augustus 2017   | Houston, Texas             | Verenigde Staten | Toyota Center                     |
| Europa            |                            |                  |                                   |
| 1 november 2017   | Praag                      | Tsjechië         | O2 Arena (Praag)                  |
| 2 november 2017   | München                    | Duitsland        | Olympiahalle                      |
| 4 november 2017   | Boedapest                  | Hongarije        | László Papp Budapest Sports Arena |
| 6 november 2017   | Łódź                       | Polen            | Atlas Arena                       |
| 8 november 2017   | Wenen                      | Oostenrijk       | Wiener Stadthalle                 |
| 10 november 2017  | Bologna                    | Italië           | Unipol Arena                      |
| 12 november 2017  | Amnéville                  | Frankrijk        | Galaxie Amnéville                 |
| 13 november 2017  | Amsterdam                  | Nederland        | Ziggo Dome                        |
| 17 november 2017  | Kaunas                     | Litouwen         | Žalgiris Arena                    |
| 19 november 2017  | Helsinki                   | Finland          | Hartwall Arena                    |
| 21 november 2017  | Stockholm                  | Zweden           | Friends Arena                     |
| 22 november 2017  | Kopenhagen                 | Denemarken       | Royal Arena                       |
| 25 november 2017  | Dublin                     | Ierland          | 3Arena                            |
| 26 november 2017  | Belfast                    | Noord-Ierland    | SSE Arena Belfast                 |
| 28 november 2017  | Liverpool                  | Engeland         | Echo Arena Liverpool              |
| 30 november 2017  | Birmingham                 | Engeland         | Arena Birmingham                  |
| 1 december 2017   | Newcastle                  | Engeland         | Metro Radio Arena                 |
| 3 december 2017   | Glasgow                    | Schotland        | SSE Hydro                         |
| 5 december 2017   | Nottingham                 | Engeland         | Motorpoint Arena Nottingham       |
| 6 december 2017   | Leeds                      | Engeland         | First Direct Arena                |
| 8 december 2017   | Sheffield                  | Engeland         | FlyDSA Arena                      |
| 9 december 2017   | Manchester                 | Engeland         | Manchester Arena                  |
| 12 december 2017  | Londen                     | Engeland         | The O2 Arena                      |
| 13 december 2017  | Londen                     | Engeland         | The O2 Arena                      |
| 15 december 2017  | Londen                     | Engeland         | Wembley Arena                     |
| 16 december 2017  | Birmingham                 | Engeland         | Arena Birmingham                  |
| Oceanië           |                            |                  |                                   |
| 17 februari 2018  | Auckland                   | Nieuw-Zeeland    | Spark Arena                       |
| 18 februari 2018  | Auckland                   | Nieuw-Zeeland    | Spark Arena                       |
| 21 februari 2018  | Sydney                     | Australië        | Qudos Bank Arena                  |
| 22 februari 2018  | Sydney                     | Australië        | Qudos Bank Arena                  |
| 24 februari 2018  | Brisbane                   | Australië        | Brisbane Entertainment Centre     |
| 27 februari 2018  | Adelaide                   | Australië        | Adelaide Entertainment Centre     |
| 28 februari 2018  | Adelaide                   | Australië        | Adelaide Entertainment Centre     |
| 2 maart 2018      | Melbourne                  | Australië        | Rod Laver Arena                   |
| 3 maart 2018      | Melbourne                  | Australië        | Rod Laver Arena                   |
| 6 maart 2018      | Perth                      | Australië        | Perth Arena                       |
| Europa            |                            |                  |                                   |
| 7 juni 2018       | Lissabon                   | Portugal         | Altice Arena                      |
| 9 juni 2018       | Madrid                     | Spanje           | WiZink Center                     |
| 10 juni 2018      | Barcelona                  | Spanje           | Palau Sant Jordi                  |
| 13 juni 2018      | Keulen                     | Duitsland        | Lanxess Arena                     |
| 15 juni 2018      | Herning                    | Denemarken       | Jyske Bank Boxen                  |
| 17 juni 2018      | Fornebu                    | Noorwegen        | Telenor Arena                     |
| 19 juni 2018      | Berlijn                    | Duitsland        | Mercedes-Benz Arena               |
| 20 juni 2018      | Hamburg                    | Duitsland        | Barclaycard Arena                 |
| 25 juni 2018      | Milaan                     | Italië           | Mediolanum Forum                  |
| 27 juni 2018      | Rotterdam                  | Nederland        | Rotterdam Ahoy                    |
| 29 juni 2018      | Antwerpen                  | België           | Sportpaleis                       |
| 1 juli 2018       | Londen                     | Engeland         | Wembley Arena                     |
| 2 juli 2018       | Londen                     | Engeland         | The O2 Arena                      |
| 4 juli 2018       | Londen                     | Engeland         | The O2 Arena                      |
| 6 juli 2018       | Glasgow                    | Schotland        | Glasgow Green                     |
| 8 juli 2018       | Dublin                     | Ierland          | Marlay Park                       |
| The Crown Jewels  |                            |                  |                                   |
| 1 september 2018  | Las Vegas, Nevada          | Verenigde Staten | Park MGM                          |
| 2 september 2018  | Las Vegas, Nevada          | Verenigde Staten | Park MGM                          |
| 5 september 2018  | Las Vegas, Nevada          | Verenigde Staten | Park MGM                          |
| 7 september 2018  | Las Vegas, Nevada          | Verenigde Staten | Park MGM                          |
| 8 september 2018  | Las Vegas, Nevada          | Verenigde Staten | Park MGM                          |
| 14 september 2018 | Las Vegas, Nevada          | Verenigde Staten | Park MGM                          |
| 15 september 2018 | Las Vegas, Nevada          | Verenigde Staten | Park MGM                          |
| 19 september 2018 | Las Vegas, Nevada          | Verenigde Staten | Park MGM                          |
| 21 september 2018 | Las Vegas, Nevada          | Verenigde Staten | Park MGM                          |
| 22 september 2018 | Las Vegas, Nevada          | Verenigde Staten | Park MGM                          |